# Gueorgui Florovski

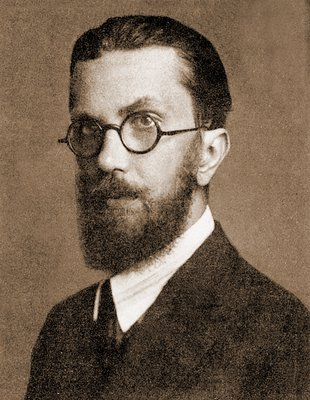

Gueorgui Vasílievich Florovski (en ruso: Гео́ргий Васи́льевич Флоро́вский; 1893-1979) fue un teólogo ruso.

## Teología
Georgi Florovski desarrolló su teología en clave «cristológica». Su deseo es volver a las fuentes, las Escrituras y los Padres, y de proponer una teología más tradicional, más rigurosamente fiel a las formulaciones dogmáticas. La Iglesia es el obrar de Cristo en la tierra. En la Iglesia nuestra salvación es perfecta; la santificación y transfiguración, la «theiosis» de la raza humana es completa. La Iglesia, en su totalidad, tiene su centro personal solamente en Cristo, ella no es una encarnación del Espíritu Santo, sino precisamente el Cuerpo de Cristo, el Señor encarnado. La sobornost significa para él, «catolicidad». El ministerio en la Iglesia, es principalmente el «ministerio de los sacramentos». En esta perspectiva, la jerarquía es un órgano de unidad. Ella es a la Iglesia lo que la sangre al cuerpo.
De la reflexión sobre la «sobornost» rescatamos algunos aspectos positivos: 
- la tesis de fondo es la concepción de una Iglesia como uninimidad en la fe y el amor: totalidad y unidad de miembros en la caridad;

- a tal unanimidad de fieles (= «sobornost»), a tal catolicidad, pertenece la infalibilidad de la profesión de fe. Es en esto, según los eslavófilos, que la ortodoxia se caracteriza de frente al individualismo protestante y al autoritarismo católico.

Pero existen, además, fuertes límites: 
- esta teología da escaso relieve a la estructura jerárquica de la Iglesia (que, al contrario, está investida de una verdadera y propia función magisterial, no confundible con el "consensus" de todo el pueblo de Dios);

- está caracterizada por un cierto idealismo y abstracción, contrastante con la concreta experiencia eclesial.

Si la teología de la «sobornost», en su actual concepción «democrática» de la estructura de la Iglesia (por otro lado, «correcta» según Florovski), representa una desviación respecto a la Tradición ortodoxa, el descubrimiento de la dimensión mistérica de la catolicidad y el original desarrollo de las intuiciones patrísticas son una riqueza que no puede ser ignorada en futuras síntesis eclesiológicas.